# Popis objekata s umjetnim stijenama za športsko penjanje u Hrvatskoj
| Lokacija                                 | Naziv dvorane/parka            | Otv./ Zatv. | Površina penjačke stijene [m2] | Duljina penjačke stijene [m] | Prosječna visina penjačke stijene [m] | Max visina penjačke stijene [m] | Duljina boulder stijene [m] | Duljina lead stijene [m] | Speed climbing [broj staza] | Otvorena | Zatvorena | Bilješke                      | Ref   |
| ---------------------------------------- | ------------------------------ | ----------- | ------------------------------ | ---------------------------- | ------------------------------------- | ------------------------------- | --------------------------- | ------------------------ | --------------------------- | -------- | --------- | ----------------------------- | ----- |
| Bjelovar                                 | [[]]                           | Otv./Zatv.  |                                |                              |                                       |                                 |                             |                          |                             |          |           |                               |       |
| Gospić                                   | Likos adventure park           | Otv.        |                                |                              |                                       | 12                              | •                           |                          |                             |          |           |                               | [ 1 ] |
| Ivanec                                   | [[]]                           | Otv./Zatv.  |                                |                              |                                       |                                 |                             |                          |                             |          |           |                               |       |
| Lepoglava                                | TKIC                           | Zatv.       |                                |                              |                                       |                                 |                             |                          |                             |          |           |                               |       |
| Osijek, ?                                | NŠD Gradski vrt                | Zatv.       | 105,6                          | 20,2                         |                                       | 8                               | 14                          | 6,2                      |                             |          |           |                               | [ 2 ] |
| Rijeka, ?                                | Atletska dvorana Kantrida      | Zatv.       |                                |                              |                                       | 12                              |                             |                          |                             |          |           |                               | [ 3 ] |
| Rijeka, ?                                | Tvornička hala "Vulkan"        | Zatv.       | 240                            | 36                           | 6,5                                   |                                 |                             |                          |                             |          |           |                               | [ 4 ] |
| Sisak                                    | Sportska dvorana Zeleni brijeg | Zatv.       |                                |                              |                                       |                                 |                             |                          |                             |          |           |                               | [ 5 ] |
| Split, ?                                 | [[]]                           | Zatv.       | 500+                           |                              |                                       |                                 |                             |                          |                             |          |           |                               | [ 6 ] |
| Varaždin, ?                              | SPK Vertikal (Dvorana 1)       | Zatv.       |                                |                              |                                       |                                 |                             |                          |                             |          |           |                               |       |
| Velika Gorica                            | Fothia Velika Gorica           | Zatv.       |                                |                              |                                       |                                 |                             |                          |                             |          |           | Sportski penjački klub Fothia | [ 7 ] |
| Zagreb, Selska                           | Mo fit                         | Zatv.       |                                |                              |                                       |                                 |                             |                          |                             |          |           |                               |       |
| Zagreb, Škorpikova                       | [[]]                           | Zatv.       |                                |                              |                                       |                                 |                             |                          |                             |          |           | Sportski penjački klub Fothia |       |
| Zagreb, Zagrebački velesajam paviljon 25 | Fothia Velesajam               | Zatv.       |                                |                              |                                       |                                 |                             |                          |                             |          |           | Sportski penjački klub Fothia | [ 8 ] |